# Tyreece John-Jules
Tyreece Romayo John-Jules, né le 14 février 2001 à Westminster, est un footballeur anglais qui évolue au poste d'attaquant.

## Biographie

### En club
Formé à l'Arsenal, John-Jules fait ses débuts professionnels en janvier 2020 pendant son prêt à Lincoln City. Ensuite, il est prêté à Doncaster Rovers, Blackpool, Sheffield Wednesday, et Ipswich Town.
Le 19 janvier 2024 il est prêté à Derby County.

### En sélection
Le 7 septembre 2021, John-Jules fait ses débuts en faveur de l'équipe d'Angleterre espoirs lors d'un match contre le Kosovo.

## Vie familiale
Son oncle est l'acteur Danny John-Jules.